# Joseba Apaolaza
Joseba Apaolaza Jauregi (Villarreal de Urrechua, 29 de diciembre de 1960) es un actor de cine, televisión y teatro español,  popularmente conocido por su participación en series como Periodistas, Acusados, Aquí no hay quien viva o Amar es para siempre.

## Biografía
Estudió magisterio y trabajó en la escuela de Martutene durante cuatro años. A mediados de los años 1980 dejó la docencia para empezar su carrera como actor.

## Trayectoria
| - Los honores (corto) (2020) - El silencio de la ciudad blanca (2019) - El hijo del acordeonista (2018) - 96º (corto) (2017) - La isla de Perejil (2016) - Umezurtzak (2015) - Don Miguel (corto) (2014) - Zipi y Zape y el club de la canica (2013) - Baztan (2012) - La casa del lago (corto) (2011) - Arriya (2011) - La gran carrera (corto) (2010) - Mystikal (2010) - La buena nueva (2008) - Zeru Horiek (2006) - Kutsidazu bidea, Ixabel (2006) - Mobbing (2006) - Cásate conmigo (corto) (2005) - Dentro (corto) (2005) - Cuentos de la guerra saharaui (2004) - Lepokoa (corto) (2003) - El final de la noche (2003) - Historia de Elam (corto) (2002) - Clara (2002) - Silencio roto (2001) - La voz de su amo (2001) - Carretera y manta (2000) - Teilatupean (2000) - Sí, quiero... (1999) - Pase negro (corto) (1998) - Destiempo (corto) (1997) - Malena es un nombre de tango (1996) - La fabulosa historia de Diego Marín (1996) - Blanca o la luna (corto) (1996) - Hotel y domicilio (1995) - Días contados (1994) - El ojo del fotógrafo (1993) - Como tú quieras (corto) (1992) - Ander eta Yul (1988) - Maitasun arina (1987) - A los cuatro vientos (1987) - Petit casino (1986) - 27 horas (1986) - Ehun metro (1985) | - Mentiras pasajeras (2023) - Amar es para siempre (2020-2021) - 45 revoluciones (2019) - El secreto de Puente Viejo (2018) - Go!azen (2016-2017) - Eskamak kentzen (2016) - Sin identidad (2014) - Los misterios de Laura (2014) - Goenkale (2013-2014) - Gran Reserva (2013) - DBH (2012) - Doctor Mateo (2011) - Homicidios (2011) - Acusados (2009-2010) - Pilotari (2007-2008) - Cuéntame como pasó (2005) - Etxekoak (2004) - Martín (2003, 2006) - Aquí no hay quien viva (2003) - Hospital Central (2003) - Javier ya no vive solo (2002) - Ertzainak (1999) - Periodistas (1998-2000) - El comisario (2000, 2007) - Jaun ta Jabe (1997) - A ze parea (1994) - Duplex (1993) - Beny eta Marini (1992) - Ganbaran bai (1992) - Bi eta Bat (1991) - Bertan Zoro (1991) - Don don Kikilikon (1988) | - Del color de la leche (2024) - Sagastitarrak (2022) - Erresuma, Kingdom, Reino (2022) - Los papeles de Sísifo (2021) - Konpromisoa (2021) - Rita (2019) - Dido & Aeneas (2019) - Ergela (Idiota) (2018) - Obabaoak (2017) - Uda gaueko ametsa (El sueño de una noche de verano) (2016) - Lu eta Le (2016) - Pánkreas (2014) - Jokoz Kanpo (Fuera de juego) (2014) - El hijo del acordeonista (2012) - Contra el viento del norte (2011) - La espera. Nadar de noche (2010) - Aitarekin bidaian (El viaje de mi padre) (2009) - Ahuntza nor den Sylvia? (2009) - El método Grönholm (2008) - Hor al zaude? (2007) - La tempestad (2006) - Hamlet (2006) - Todo Shakespeare o casi (2005, 1997) - Ezetz lepoa jarri! (¡Por los pelos!) (2004) - Toda la Biblia... o casi (2003) - Érase una vez... o casi (cuentos infantiles sólo para adultos) (2003) - Ez da hain erreza (No es tan fácil) (2001) - Mephisto (1995) - La cacatúa verde (1993) - D'Artagnan (1991) - Alias Molière (1988) - Divinas palabras (1987) - Kontaktos kabaret (1986) - Escorial (1985) - Kuluskaka (1985) |